# Come Together
Come Together – piosenka zespołu The Beatles z 1969 roku autorstwa duetu Lennon/McCartney. Utwór otwiera 11. album studyjny grupy, Abbey Road. Z piosenką „Something” trafił na singiel z podwójną stroną A.
Inspiracją do napisania przez głównego autora piosenki – Johna Lennona – była nieudana kampania Timothy’ego Leary’ego, ubiegającego się wówczas o fotel gubernatora Kalifornii. Utwór został napisany z niewielką pomocą George’a Harrisona. Była też jedną z niewielu piosenek Beatlesów, którą Lennon wykonywał na solowych koncertach po rozwiązaniu zespołu.
"Come Together" wykazywało wiele podobieństw do piosenki Chucka Berry’ego z roku 1956 pt. "You Can’t Catch Me". Na początku lat siedemdziesiątych firma Big Seven Music (wydawca Chucka Berry’ego) zdecydowała się z tego powodu wytoczyć Lennonowi sprawę sądową.  
W maju 2021 roku perkusista grupy, Ringo Starr, powiedział w programie "The Late Show with Stephen Colbert", że "Come Together" jest jego ulubioną piosenką Beatlesów. Często pojawia się ona na listach najlepszych utworów czwórki z Liverpoolu. W roku 2006 magazyn Mojo tworząc listę najlepszych piosenek Beatlesów, umieścił ją na 13. miejscu (na 101 klasyfikowanych). Czasopismo Rolling Stone w podobnym rankingu (tym razem obejmującym 100 miejsc) przydzieliło jej 9. miejsce. Ten sam opiniotwórczy magazyn w roku 2004 uznał "Come Together" za 205. najlepszy utwór wszech czasów. Utwór przebywał na amerykańskiej liście przebojów Billboard przez 16 tygodni (z czego jeden tydzień na miejscu pierwszym).

## Wersje innych wykonawców
Źródło: 
- 1970: Syl Johnson, album Is It Because I’m Black
- 1970: The Supremes, album New Ways but Love Stays
- 1970: Diana Ross, album Everything Is Everything
- 1970: Chairmen of the Board
- 1970: Herbie Mann, album Muscle Shoals Nitty Gritty (dziesięciominutowy cover)
- 1970: Ike and Tina Turner, album Come Together (w 1976 r. Tina Turner nagrała solową wersję utworu)
- 1972: krautrockowy zespół Kin Ping Meh, album No. 2
- 1976: The Brothers Johnson, album Look Out for #1
- 1978: Aerosmith, ścieżka dźwiękowa do filmu Klub samotnych serc sierżanta Peppera
- 1987/2005: Eurythmics, duet nagrał piosenkę w 1987 r., którą opublikowano dopiero w 2005 r. jako bonus na cyfrowo zremasterowanym albumie Savage
- 1988/1995: Michael Jackson, do filmu Moonwalker, album HIStory: Past, Present and Future Book I. Była także wykonywana na żywo podczas HIStory World Tour[8].
- 1990: Soundgarden, singiel „Hands All Over” (ciężka grunge’owa wersja; utwór znalazł się także na EP-ce Loudest Love)
- 1990: Shalamar, wydany na singlu i albumie Wake Up
- 1994: Axl Rose i Bruce Springsteen, wykonali „Come Together” przed wprowadzeniem Lennona do Rock and Roll Hall of Fame
- 1994: Gotthard, album Dial Hard
- 1994: Ira, album Live[9]
- 1997: Catupecu Machu (argentyński zespół rockowy), debiutancki album Dale![10]
- 1998: Robin Williams i Bobby McFerrin, album–hołd dla grupy The Beatles In My Life
- 1999: Tom Jones, album Reload[11]
- 2000: Elton John, koncert Elton John One Night Only[12]
- 2007: Joe Cocker, ścieżka dźwiękowa do musicalu filmowego Across the Universe
- 2009: Jeff Healey, pośmiertny album Songs from the Road
- 2012: Arctic Monkeys, występ podczas ceremonii otwarcia 30. igrzysk olimpijskich w Londynie
- 2017: Gary Clark Jr., do filmu Liga Sprawiedliwości